# Col de Fambetou
Der Col de Fambetou ist ein 242 Meter hoher französischer Gebirgspass im Zentralmassiv. Er befindet sich in der Region Okzitanien im Département Hérault und verbindet über die D1 die Gemeinde Saint-Martin-de-Londres im Westen mit Saint-Mathieu-de-Tréviers im Osten.

## Lage und Streckenführung
Der Pass führt durch die südlichen Ausläufer der Cevennen und verläuft zwischen dem Château de Viviourès im Norden und dem Pic Saint-Loup (658 m) im Süden. Rund 30 Kilometer südlich der Passhöhe befindet sich die Stadt Montpellier.
Die Westauffahrt von Saint-Martin-de-Londres beginnt an der Kreuzung aus D1 und D122 und weist auf einer Länge von 1,2 Kilometern eine durchschnittliche Steigung von 5 % auf. Die Ostauffahrt von Saint-Mathieu-de-Tréviers hat ihren Ausgangspunkt bei der Kreuzung aus D1 und D1E9. Sie ist 3,8 Kilometer lang und weist eine durchschnittliche Steigung von rund 3 % auf. 

## Radsport
Im Jahr 2024 führte die Tour de France auf der 16. Etappe über den Col de Fambetou. Dabei wurde die Westauffahrt befahren, ehe das Ziel in Nîmes erreicht wurde. Unter dem Namen Côte de Fambetou wurde hier eine Bergwertung der 4. Kategorie abgenommen, die sich der Franzose Thomas Gachignard sicherte.
| Jahr | Etappe     | Bergwertung  | Fahrer            | Auffahrt |
| ---- | ---------- | ------------ | ----------------- | -------- |
| 2024 | 16. Etappe | 4. Kategorie | Thomas Gachignard | West     |